# Венгоре (Асти)
Венгоре је насеље у Италији у округу Асти, региону Пијемонт.
Према процени из 2011. у насељу је живело 16 становника. Насеље се налази на надморској висини од 612 м.